# Micropsectra logani
Micropsectra logani е вид насекомо от разред Двукрили (Diptera), семейство Хирономидни (Chironomidae).